# Plédran
Plédran (bret. Pledran) – miejscowość i gmina we Francji, w regionie Bretania, w departamencie Côtes-d’Armor.
Według danych na rok 1990 gminę zamieszkiwało 5395 osób, a gęstość zaludnienia wynosiła 155 osób/km² (wśród 1269 gmin Bretanii Plédran plasuje się na 75. miejscu pod względem liczby ludności, natomiast pod względem powierzchni na miejscu 201.).